# Анзяк (река)
Анзяк (баш. Әнйәк) — река в России, протекает в Дуванском районе Башкортостана, правый приток реки Ай, длина — 13 километров. На реке расположены 2 села: Анзяк и Рухтино, островные леса в районе реки 21 февраля 2011 года объявлены памятником природы местного значения.